# Jean Pronovost
Pour les articles homonymes, voir Pronovost.
Jean Pronovost (né le 18 décembre 1945 à Shawinigan au Québec) est un joueur et entraîneur de hockey sur glace.

## Biographie
Jean est le onzième des douze enfants de sa famille. L'aîné, Marcel, avait déjà marqué la Ligue nationale de hockey quand Jean chaussait ses premiers patins. Marcel fut de tout temps une idole pour Jean Il est aussi le frère de Claude Pronovost et d'André Pronovost qui ont joué dans la LNH.
Ses premières couleurs furent celles des Bruins de Victoriaville avant qu'il ne joue dans la ligue junior de l'Ontario - Ligue de hockey de l'Ontario avec les Flyers de Niagara Falls. Premier trophée pour Jean et son équipe qui battent en finale de la Coupe Memorial, les Oil Kings d'Edmonton en 1965. Pronovost reste un an de plus au sein de l'équipe avant de signer pour la formation affiliée aux Bruins de Boston : les Blazers d'Oklahoma City où il gagne la Coupe Adam de la Ligue centrale de hockey. Il demeure deux saisons dans l'effectif des Blazers mais les Bruins commettent l'erreur de ne pas le faire signer à l'issue de cette période et Jean s'envole du côté des Penguins de Pittsburgh en 1968.
Sous ses nouvelles couleurs, son talent devient évident et il remporte dès sa première saison dans sa nouvelle franchise, le trophée interne du meilleur joueur dans sa première saison.
Au cours des dix saisons qui vont suivre, Jean Pronovost va être un pilier de constance réalisant de très bonnes saisons. En 1975-1976, il s'aligne avec Syl Apps, Jr. et Lowell MacDonald et réalise alors sa meilleure saison avec 52 buts en 80 matchs et devient ainsi le premier membre des Penguins à marquer 50 buts en une saison.
En 1978, il est échangé contre Gregg Sheppard des Flames d'Atlanta où il connaît encore deux très bonnes saisons même s'ils n'arrivent pas à se hisser en finale de la Coupe Stanley. Il se rend alors compte que malgré le talent indéniable au sein de l'équipe, il manque tout de même la volonté de gagner.
Il a passé ses deux dernières saisons de hockey de la LNH au sein des Capitals de Washington, qui contrairement à son précédent club ont la volonté de gagner, mais ils n'ont pas le talent nécessaire. Il quitte alors la LNH et joue quelques saisons dans la Ligue américaine de hockey ou dans des ligues mineures du Québec.

## Carrière d'entraineur
Après la fin de sa carrière de joueur professionnel, Jean Pronovost veut devenir entraineur de hockey. Il débute pour la saison 1989-1990 comme assistant-entraineur avec l'équipe de hockey universitaire des Redmen de McGill à Montréal. Pour la saison 1994-1995, il deviendra entraîneur-chef dans la Ligue de hockey junior majeur du Québec avec les Cataractes de Shawinigan. Il est  entraineur de cette équipe deux saisons où il compile une fiche de 61 victoires, 39 défaites et 8 nulles. Durant ces deux saisons, Pronovost mène son équipe aux deuxième et troisième position de la division Dilio. Son équipe perd en demi-finale à la première saison et au premier tour la deuxième année. 
Pour la saison 1996-1997, Pronovost devient entraineur des Rafales de Québec dans la Ligue internationale de hockey. Il compile une fiche de 41 victoires et 30 défaites pour faire les séries éliminatoires. Après avoir vaincu les Cyclones de Cincinnati au premier tour, les Rafales s'inclinent au deuxième tour contre les Vipers de Détroit.
Il revient dans la LHJMQ pour la saison 1997-1998 avec les Huskies de Rouyn-Noranda. Il demeure 3 saisons avec cette équipe où il accumule une fiche de 83 victoires, 62 défaites et 15 matchs nuls. Son équipe se classe en première et deux fois en deuxième position de la Division Dilio. En séries éliminatoires, l'équipe s'inclinent en première et deux fois au deuxième tour.
En 2000, Pronovost quitte le Québec pour être entraineur-chef en Suède pour les RA-73 de Marsta de la deuxième division du Championnat de Suède de hockey sur glace. Il demeure une saison avec cette équipe.
L'année suivante, il revient au Québec dans la LHJMQ avec les Castors de Sherbrooke pour une seule saison.

## Honneurs
- Gagnant de la Coupe Memorial avec les Flyers de Niagara Falls en 1965
- Nommé dans la deuxième équipe d'étoiles de la JOHA pour la saison 1966.
- A évolué aux matchs des étoiles de la LNH de 1975, 1976, 1977 et 1978.

## Échanges et repêchage
- 21 mai 1968 : échangé par les Bruins de Boston aux Penguins de Pittsburgh avec John Arbour contre une somme d'argent et le premier choix au repêchage de 1969 des Bruins de Boston (4e au total), Frank Spring.
- 12 février 1972 : sélectionné par l'équipe Miami/Philadelphie au repêchage général des joueurs de l'Association mondiale de hockey.
- 6 septembre 1978 : échangé par les Penguins de Pittsburgh aux Flames d'Atlanta contre Gregg Sheppard.
- 23 juin 1980 : droits transférés à Calgary à la relocalisation des Flames d'Atlanta.
- 1er juillet 1980 : échangé par les Flames de Calgary aux Capitals de Washington contre une somme d'argent.

## Vie personnelle
Il est devenu un adepte du Born again  dans la religion catholique et a travaillé à l'école catholique Emmanuel à Dollard-Des Ormeaux dans l'Ouest de l'île de Montréal. Il est maintenant retraité et vit à Calgary avec sa femme où il est actif à la Chapelle du calvaire Rock Mountain.

## Statistiques
| Saison     | Équipe                   | Ligue           |     | Saison régulière | Saison régulière | Saison régulière | Saison régulière | Saison régulière |    | Séries éliminatoires | Séries éliminatoires | Séries éliminatoires | Séries éliminatoires | Séries éliminatoires |
| Saison     | Équipe                   | Ligue           | PJ  | B                | A                | Pts              | Pun              | PJ               | B  | A                    | Pts                  | Pun                  |                      |                      |
| 1961-1962  | Cataractes de Shawinigan | LHJPQ[Quoi ?]   |     |                  |                  |                  |                  |                  |    |                      |                      |                      |                      |                      |
| 1963-1964  | Bruins de Victoriaville  | QJHL[Quoi ?]    | 9   | 8                | 4                | 12               | 4                |                  |    |                      |                      |                      |                      |                      |
| 1964       | Bruins de Victoriaville  | C. Memorial     | 3   | 0                | 0                | 0                |                  |                  |    |                      |                      |                      |                      |                      |
| 1964-1965  | Flyers de Niagara Falls  | OHA-Jr.[Quoi ?] | 54  | 30               | 40               | 70               | 40               | 11               | 4  | 8                    | 12                   | 8                    |                      |                      |
| 1965       | Flyers de Niagara Falls  | C. Memorial     | 13  | 7                | 12               | 19               | 2                |                  |    |                      |                      |                      |                      |                      |
| 1965-1966  | Flyers de Niagara Falls  | OHA-Jr.         | 48  | 18               | 34               | 52               | 47               |                  |    |                      |                      |                      |                      |                      |
| 1966-1967  | Blazers d'Oklahoma City  | CPHL            | 68  | 21               | 24               | 45               | 81               | 11               | 5  | 2                    | 7                    | 12                   |                      |                      |
| 1967-1968  | Blazers d'Oklahoma City  | CPHL            | 49  | 25               | 25               | 50               | 41               | 7                | 3  | 4                    | 7                    | 6                    |                      |                      |
| 1968-1969  | Penguins de Pittsburgh   | LNH             | 76  | 16               | 25               | 41               | 41               |                  |    |                      |                      |                      |                      |                      |
| 1969-1970  | Penguins de Pittsburgh   | LNH             | 72  | 20               | 21               | 41               | 45               | 10               | 3  | 4                    | 7                    | 2                    |                      |                      |
| 1970-1971  | Penguins de Pittsburgh   | LNH             | 78  | 21               | 24               | 45               | 35               |                  |    |                      |                      |                      |                      |                      |
| 1971-1972  | Penguins de Pittsburgh   | LNH             | 68  | 30               | 23               | 53               | 12               | 4                | 1  | 1                    | 2                    | 0                    |                      |                      |
| 1972-1973  | Penguins de Pittsburgh   | LNH             | 66  | 21               | 22               | 43               | 16               |                  |    |                      |                      |                      |                      |                      |
| 1973-1974  | Penguins de Pittsburgh   | LNH             | 77  | 40               | 32               | 72               | 22               |                  |    |                      |                      |                      |                      |                      |
| 1974-1975  | Penguins de Pittsburgh   | LNH             | 78  | 43               | 32               | 75               | 37               | 9                | 3  | 3                    | 6                    | 6                    |                      |                      |
| 1975-1976  | Penguins de Pittsburgh   | LNH             | 80  | 52               | 52               | 104              | 24               | 3                | 0  | 0                    | 0                    | 2                    |                      |                      |
| 1976-1977  | Penguins de Pittsburgh   | LNH             | 79  | 33               | 31               | 64               | 24               | 3                | 2  | 1                    | 3                    | 2                    |                      |                      |
| 1977-1978  | Penguins de Pittsburgh   | LNH             | 79  | 40               | 25               | 65               | 50               |                  |    |                      |                      |                      |                      |                      |
| 1978-1979  | Flames d'Atlanta         | LNH             | 75  | 28               | 39               | 67               | 30               | 2                | 2  | 0                    | 2                    | 0                    |                      |                      |
| 1979-1980  | Flames d'Atlanta         | LNH             | 80  | 24               | 19               | 43               | 12               | 4                | 0  | 0                    | 0                    | 2                    |                      |                      |
| 1980-1981  | Capitals de Washington   | LNH             | 80  | 22               | 36               | 58               | 61               |                  |    |                      |                      |                      |                      |                      |
| 1981-1982  | Bears de Hershey         | LAH             | 64  | 35               | 31               | 66               | 18               | 5                | 1  | 1                    | 2                    | 0                    |                      |                      |
| 1981-1982  | Capitals de Washington   | LNH             | 10  | 1                | 2                | 3                | 4                |                  |    |                      |                      |                      |                      |                      |
| Totaux LNH | Totaux LNH               | Totaux LNH      | 998 | 391              | 383              | 774              | 413              | 35               | 11 | 9                    | 20                   | 14                   |                      |                      |